# Guadalupe del Carmen
Guadalupe del Carmen (nacida como Esmeralda González Letelier, Chanco, 7 de enero de 1931 — Villa Alemana, 5 de junio de 1987), fue una cantante y compositora chilena conocida por ser una de las principales exponentes del corrido y ranchera mexicana en Chile a partir de la segunda mitad del siglo XX.

## Carrera
Comenzó su carrera musical en 1949 «con un nombre que unía a las patronas de México y Chile; la Virgen de Guadalupe y la Virgen del Carmen», y debutó profesionalmente a principios de la década de 1950, durante sus inicios:

«Comenzó interpretando canciones de Negrete, a quien admiraba y del que sabía todo su repertorio. Junto a los Hermanos Campos y a Jorge Landi realizaron extensas giras por el sur y el norte del país, que llegaban a incluir hasta ochenta ciudades y pueblos, presentándose como una compañía chileno-mexicana en teatros, auditorios de radios, boites y quintas de recreo».
González, (2004a).

Ya en 1954 era la intérprete chilena que más discos vendía, transformándose en la primera artista latinoamericana en alcanzar un disco de oro en 1954 de la mano de Jorge Landy y el corrido «Ofrenda», que vendió 175.000 unidades.
Junto con su esposo Marcial Campos —integrante del dúo Los Hermanos Campos— compuso y popularizó un centenar de sencillos, entre los que se encuentran «Juan Charrasqueado», «Carita Risueña», «Lupita, la Pendenciera» y «Mataron a la Paloma», entre otras.

## Discografía selecta

### Discos de estudio
78 RPM
- Ofrenda

RCA Victor 90-1462. A: La Pendenciera-Corrido / B: Pronto Tendrás Que Pagar-Vals. Guadalupe del Carmen con Larry Godoy y su Orquesta.  
LONG PLAYS
- Extra del Recuerdo: Lo Mejor de Guadalupe del Carmen, RCA Víctor, Chile, 1965.
- Guadalupe del Carmen Canta a México, RCA Víctor, Chile, 1970.
- Corazón Mexicano, RCA Víctor, Chile, 1972.
- Barriendo con Todos, RCA Víctor, Chile, 1974.
- Amor de Todos, ALBA, Chile, 1975.

COMPACT DISC
- Los Mejores Corridos y Rancheros (1972, RCI-music, 2003, Wea/Warner).
- Mexicanísimo.
- Amor de todos (Serie México lindo y querido, 2000).
- Barriendo con todos (Serie México lindo y querido, 2004).
- Mis mejores canciones (Sony).
- Lupita la Pendenciera (2007, MyM).